# Premi Tchicaya U Tam'si de Poesia Africana
El Premi Tchicaya O Tam'si de poesia Africana, establert en 1989, premia un escriptor que es distingeix per una innovadora obra poètica, amb un alt valor artístic. El premi rep el nom per l'escriptor congolès Tchicaya U Tam'si (1931–1988).
Ha estat creat durant el Fòrum de la ciutat d'Asilah (Marroc), per iniciativa de Mohamed Benaissa, l'ex ministre marroquí de Cultura i actual alcalde d'Asilah. El premi es concedeix generalment a l'agost, durant el moussem (festival) internacional i culturals d'Asilah.
Alioune Badara Beye va dirigir en jurat en l'edició de 2014.

## Guanyadors
- 1989 :  Édouard J. Maunick[2]
- 1991 :  René Depestre[2]
- 1993 :  Mazisi Kunene[2]
- 1996 :  Ahmed Abdel Muti Hijazi (o Mo'ti Higazi)[2]
- 1999 :  Jean-Baptiste Tati Loutard[2]
- 2001 :  Vera Duarte[3]
- 2004 :  Abdelkarim Tabbal[2]
- 2008 :  Niyi Osundare[4]
- 2011 :  Fama Diagne Sène i  Mehdi Akhrif[5]
- 2014 :  Josué Guébo[6]
- 2018 :  Amadou Lamine Sall[7]